# Fülöpszállás
Fülöpszállás är en ort i Ungern.   Den ligger i provinsen Bács-Kiskun, i den centrala delen av landet, 80 km söder om huvudstaden Budapest. Fülöpszállás ligger 96 meter över havet och antalet invånare är 2 503. Den ligger vid sjön Pártos Szék.
Terrängen runt Fülöpszállás är mycket platt. Runt Fülöpszállás är det ganska glesbefolkat, med 42 invånare per kvadratkilometer. Närmaste större samhälle är Solt, 18,2 km väster om Fülöpszállás. Trakten runt Fülöpszállás består till största delen av jordbruksmark.